# Léon Mignon

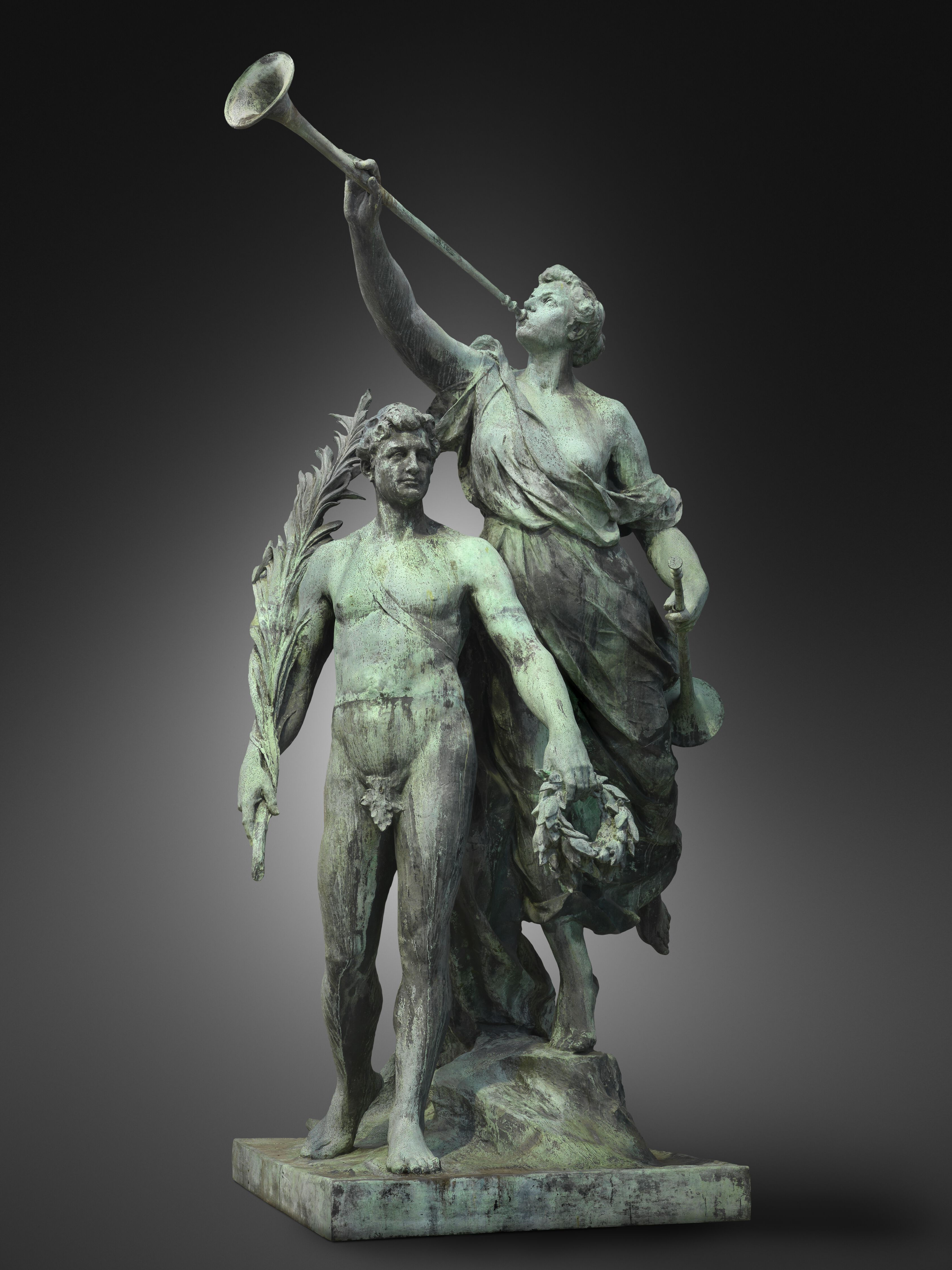
De Faam (1892-1896)

Léon Jacques Joseph Mignon (Luik, 9 april 1847 – Schaarbeek, 30 september 1898) was een Belgisch beeldhouwer en tekenaar.

## Leven en werk
Mignon werd geboren in een middenstandsgezin, als zoon van Jean Windelen Mignon en Marie Françoise Conrardy. Hij ging als 10-jarige aan het werk bij beeldhouwer Léopold Noppius en volgde daarnaast de avondcursus aan de Koninklijke Academie voor Schone Kunsten van Luik, onder leiding van Prosper Drion. Tot 1871 bleef hij werkzaam aan de Academie. In 1872 nam hij deel aan de Prix de Rome, die werd gewonnen door Jean Cuypers. Dankzij een beurs van de Stichting Lambert Darchis kon Mignon in de jaren 1872-1875 toch naar Italië. Hij trok daarna naar Parijs, waar hij een atelier deelde met Paul De Vigne. In 1883 keerde Mignon terug naar België.
Mignon maakte bustes, diervoorstellingen, grafmonumenten, soldatenfiguren en statuettes. Hij nam vanaf 1871 deel aan exposities, waaronder de Exposition historique de l'art belge (1880) in Brussel, ter gelegenheid van de 50-jarige onafhankelijkheid van België, de wereldtentoonstellingen van 1878 en 1889 in Parijs en internationale kunsttentoonstellingen in München (1892) en Barcelona (1898_. 
Als animalier liet Mignon geregeld stieren terugkomen in zijn werk. Hij won een gouden medaille op de wereldtentoonstelling van 1878 in Parijs voor zijn beeld van een stierengevecht, dat werd aangekocht door het Brussels museum. Hij werd op de Parijse salon (1880) opnieuw met goud bekroond voor Le dompteur de taureau of Li Torê. Het beeld werd in 1881 aangekocht door Luik en geplaatst in Les Terrasses. De stad besloot nog drie groepen van mens en dier te plaatsen, dat werden l'Homme avec Bœuf au repos (1885), eveneens van Mignon, Cheval dompté par l'homme van Alphonse de Tombay en Cheval de halage et son conducteur van Jules Halkin. Later werd in de Kruidtuin in Brussel Mignons beeld L'Olivier of La Paix geplaatst, opnieuw een beeld van een man en een stier.
De beeldhouwer werd benoemd tot Ridder (1881), later bevorderd tot Officier (1892) in de Leopoldsorde. Léon Mignon overleed op 51-jarige leeftijd. Tijdens de Exposition Universelle et Internationale de Liège (1905) werd een retrospectief aan Mignon gewijd. In Luik en Schaarbeek werden straten naar hem vernoemd, in Luik staat bovendien de École d'armurerie Léon Mignon.

## Enkele werken
- 1871: buste van oud-minister en oud-burgemeester Ferdinand Piercot (1797-1877), collectie Museum voor Schone Kunsten (Luik).
- 1878: Combat de taureaux dans la campagne romaine, collectie Koninklijke Musea voor Schone Kunsten van België.
- 1878-1884: bas-reliëfs Bataille de Steppes en Institution de la Fête-Dieu en beelden van Godfried van Bouillon, Bertrada van Laon, Hubertus van Luik en Franciscus Karel van Velbrück voor het Provinciaal Paleis in Luik.[10]
- 1880: Le dompteur de taureau of Li Tore, Terrasses d'Avroy, Luik.
- 1885-1886: Bœuf au repos, Terrasses d'Avroy, Luik.
- 1891: De twaalf werken van Hercules voor de trap van de Koninklijke Bibliotheek van België.
- 1892: allegorie van de Filosofie voor de Universiteit van Luik.
- 1892-1896: allegorisch beeld van de Faam, ter gelegenheid van de 300e geboortedag van Antoon van Dyck. Sinds eind 2021 geplaatst op een sokkel aan de voorzijde van het Koninklijk Museum voor Schone Kunsten Antwerpen.[11]
- 1894-1898: L'Olivier of La Paixe Kruidtuin in Brussel.
- 1896: bronzen buste van de schilder Alfred Verwee (1838-1895), Knokke.[12]
- monument voor paleontoloog Philippe-Charles Schmerling (1790-1836).
- grafmonumenten op de begraafplaats van Robermont, waaronder die voor Mignons ouders, de familie Carpay en de componist Etienne Soubre.

## Galerij

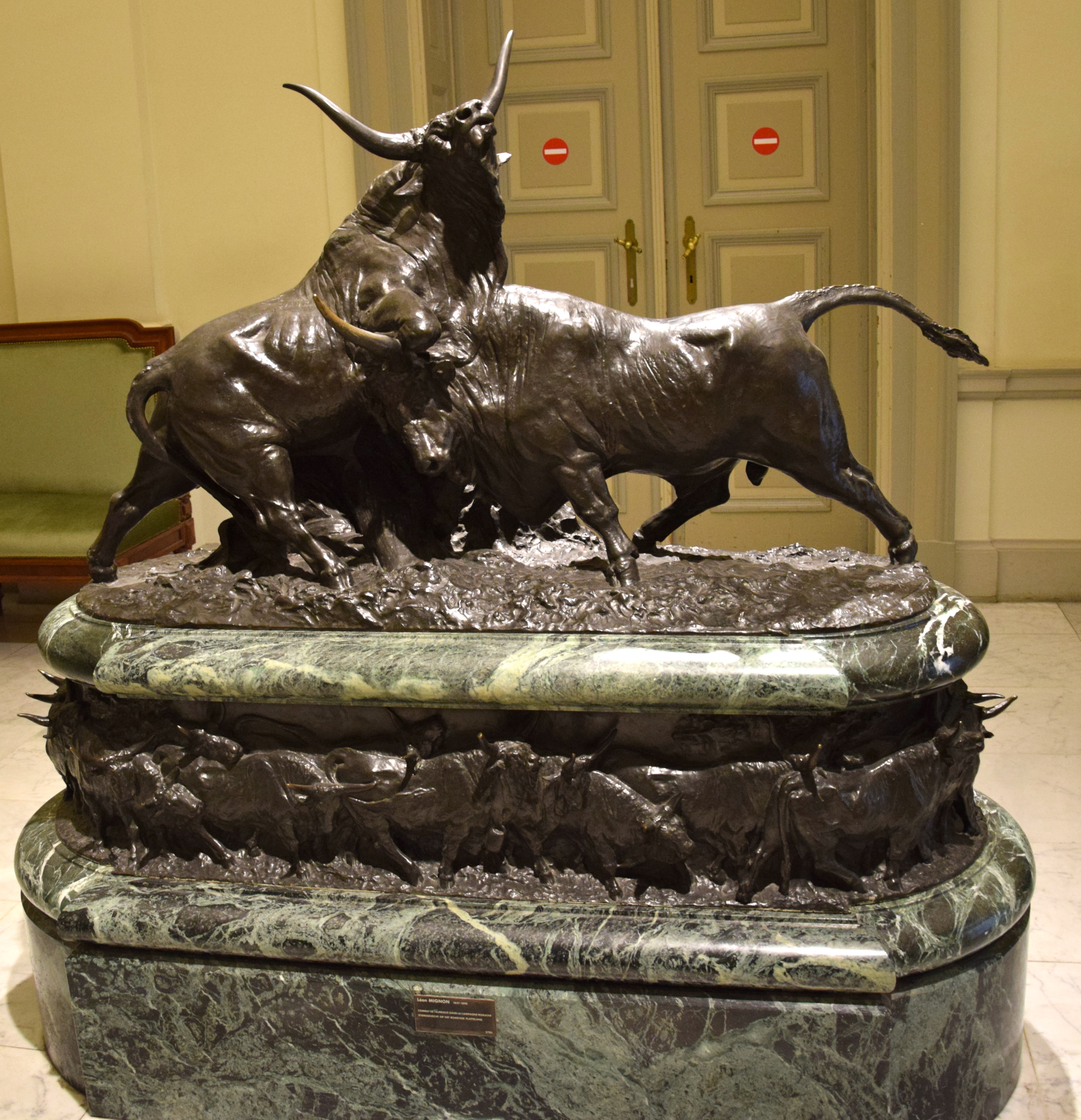
Combat de taureaux dans la campagne romaine (1878)
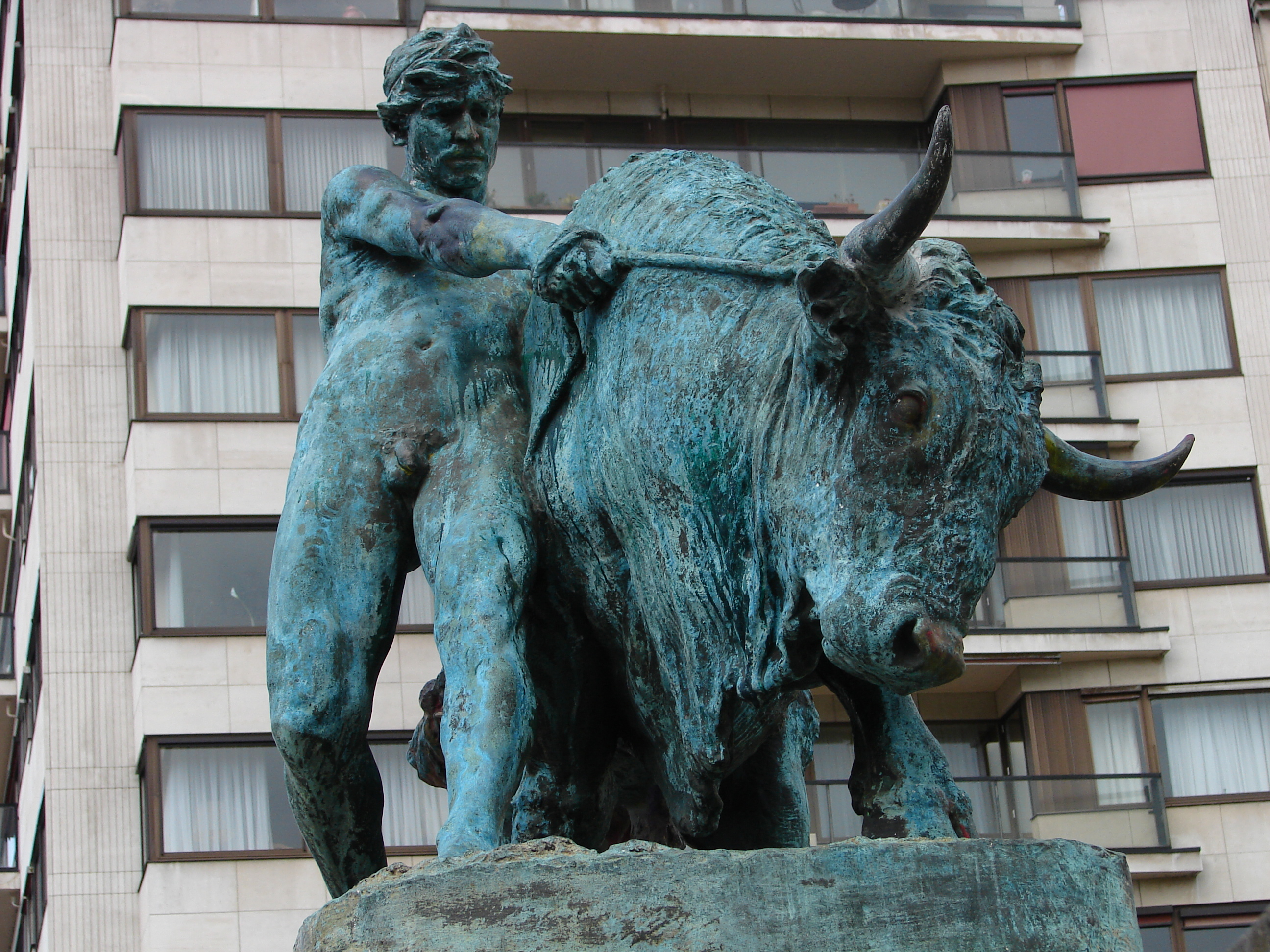
Le dompteur de taureau of Li Torê (1880)
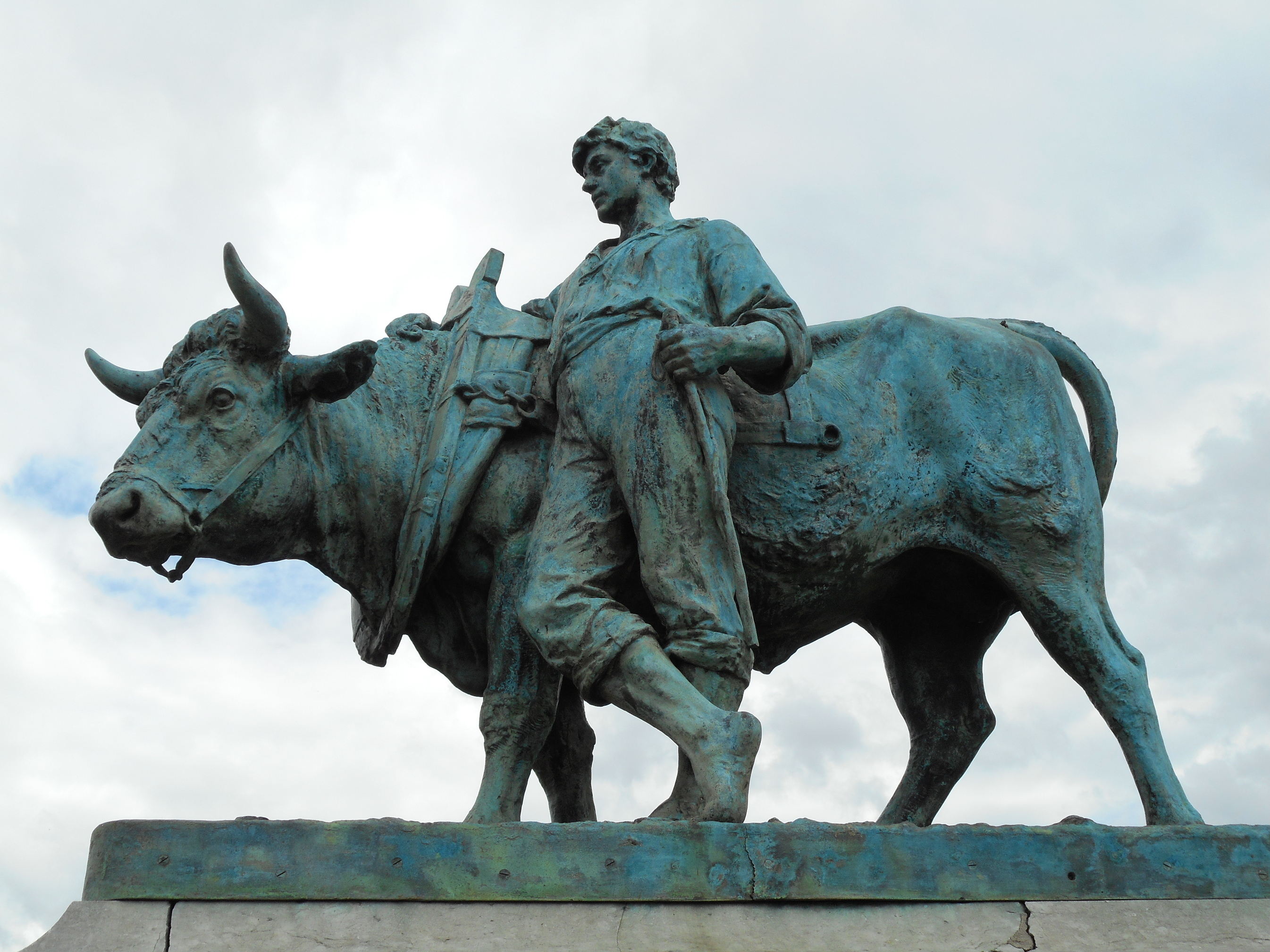
Bœuf au repos (1885), Luik
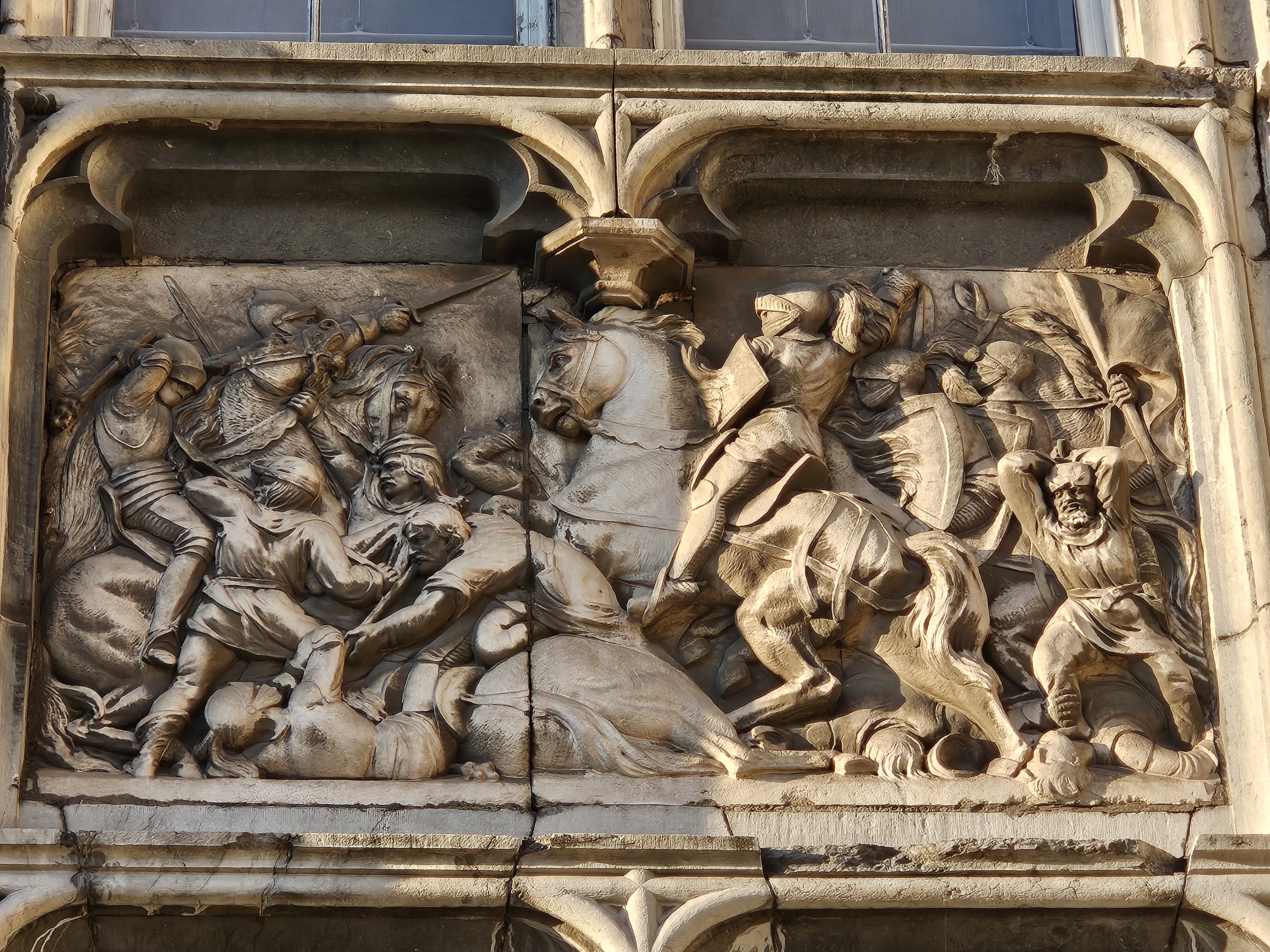
Bataille de Steppes, Luik
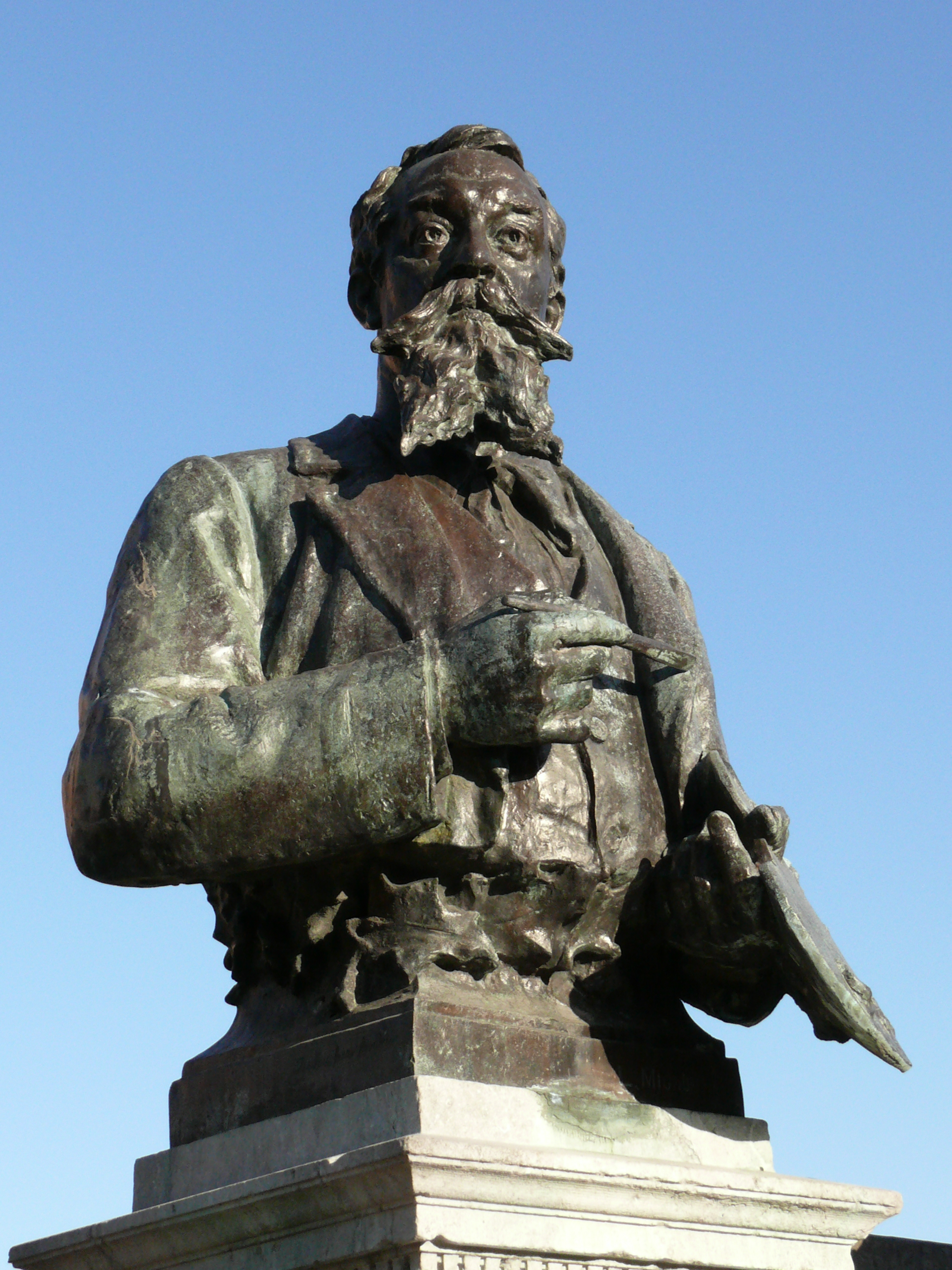
buste van Verwee (1896), Knokke
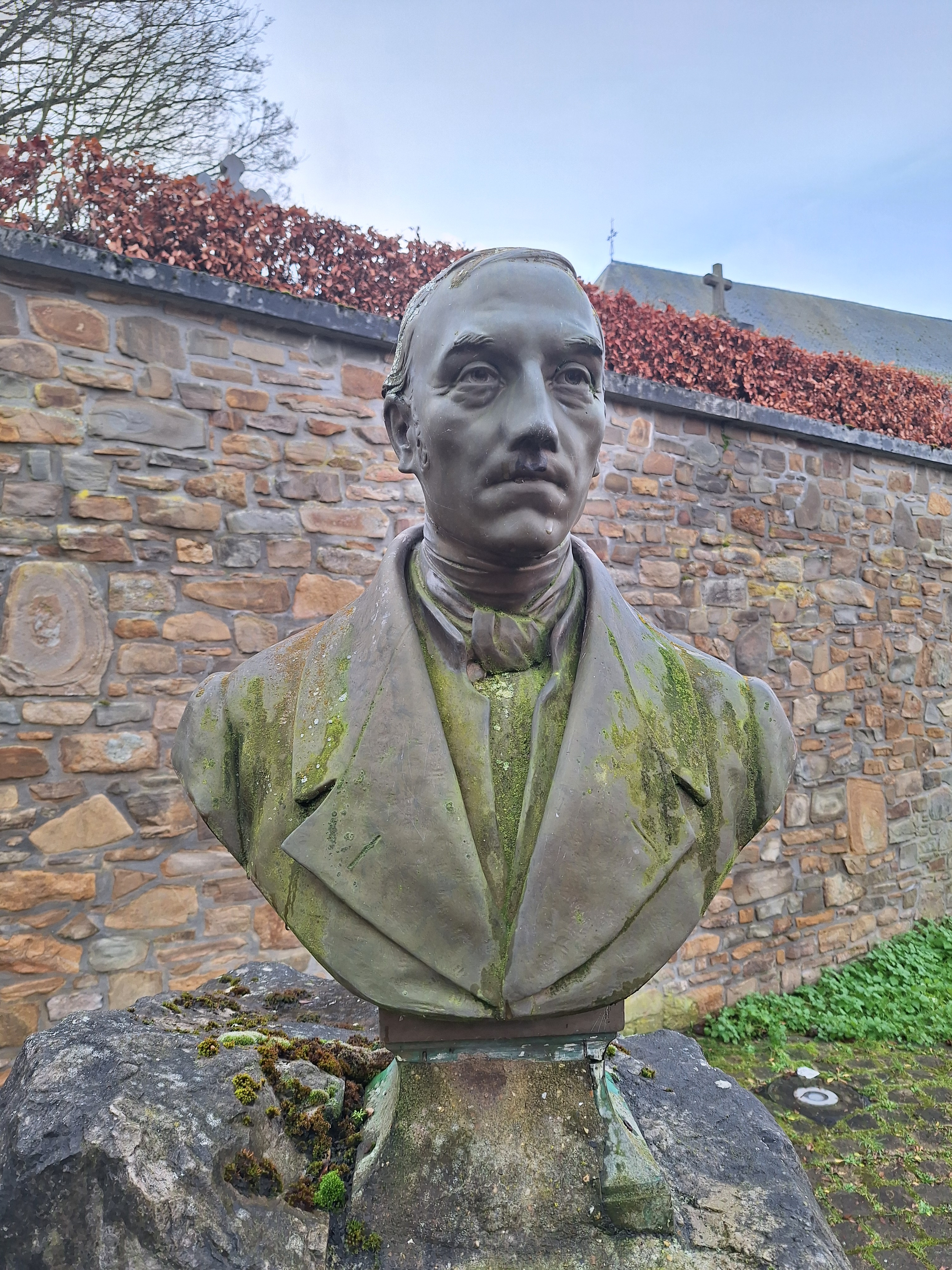
buste van Schmerling